# Chłopcy z Placu Broni
Chłopcy z Placu Broni este o trupă de muzică rock poloneză formată în Cracovia, în martie 1987, de către Bogdan Łyszkiewicz, Wojciech Namaczyński, Waldemar Raźny, Jacek Królik și Jarosław Sokoła.

## Componență

### Componența trupei din 2015
- Dariusz Litwińczuk – voce, chitară
- Franz Dreadhunter – chitară bas
- Wojciech Namaczyński – baterie
- Piotr Czerwiński – chitară
- Adam Drzewiecki – clape
- Artur Malik – baterie
- Jacek Królik – chitară

### Componența trupei între anii 1987–2000
- Bogdan Łyszkiewicz – voce, chitară, pian
- Franz Dreadhunter – chitară bas
- Wojciech Namaczyński – baterie
- Waldemar Raźny – chitară bas
- Jacek Królik – chitară
- Jarosław Kisiński – chitară
- Jacek Dyląg – chitară
- Piotr Kruk – chitară
- Mateusz Masior – baterie
- Andrzej Bańka – chitară
- Artur Malik – baterie
- Marcin Chmielewski – harmonica
- Olaf Pietrzak – cimpoi
- Jarosław Miszczyk – clape
- Robert Świątek – chitară bas

## Discografie

### Albume de studio
| An   | Titlu                                                                 |
| ---- | --------------------------------------------------------------------- |
| 1990 | O! Ela - Data: 1990 - Label: Polton                                   |
| 1991 | Krzyż - Data: 1991 - Label: Reynoll Music                             |
| 1993 | Kocham Cię - Data: 1993 - Label: MJM Music PL                         |
| 1996 | Uśmiechnij się! - Data: 23 februarie 1996 - Label: Koch International |
| 2000 | Polska - Data: 10 mai 2000 - Label: Pomaton EMI                       |